# (1379) Ломоносова
(1379) Ломоносова (лат. Lomonosowa) — типичный астероид главного пояса, открыт 19 марта 1936 года российским и советским астрономом Григорием Неуйминым в Симеизской обсерватории и в июне 1955 года назван в честь учёного-естествоиспытателя Михаила Васильевича Ломоносова.

## Обнаружение и именование
(1379) Ломоносова
Открыт 19 марта 1936 года в Симеизе Г. Н. Неуйминым.
Назван в честь первого известного русского физика и астронома Михаила Васильевича Ломоносова, 1711—1765. ("Sky and Telescope", февраль 1954). В честь Ломоносова также назван лунный кратер.
Оригинальный текст (англ.)1379 Lomonosowa
Discovered 1936-Mar-19 by Neujmin, G. at Simeis.
Named in honor of the first famous Russian physicist and astronomer, Mikhail Vasilevich Lomonosov, 1711—1765. (cf. Sky and Telescope, Feb. 1954). Lomonosov is also honored by a lunar crater.
Источники:  DISCOVERY.DB; M.P.C. 1252.

## Орбита

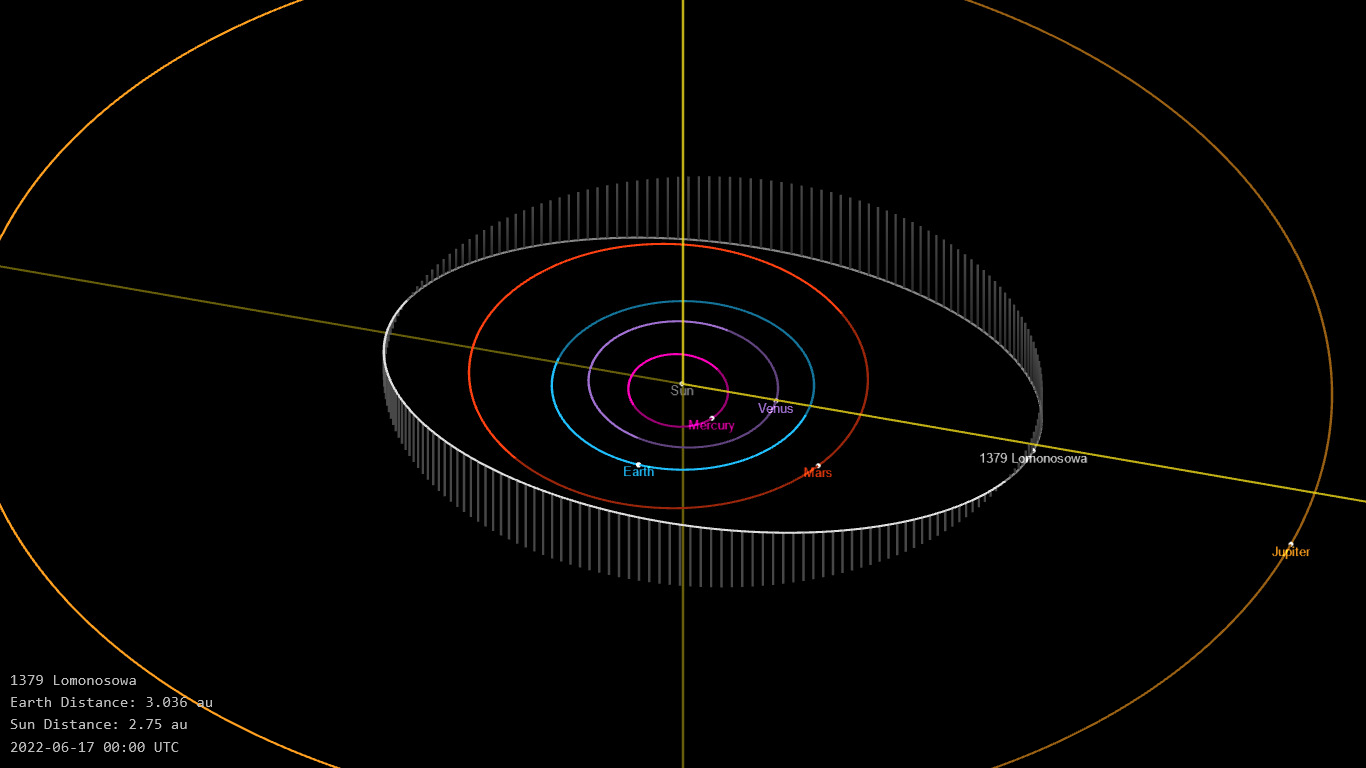
Орбита астероида Ломоносова и его положение в Солнечной системе

## Физические характеристики
Астероид относится к таксономическому классу S.
По результатам наблюдений в видимом и ближнем инфракрасном диапазоне космического телескопа NEOWISE и наблюдений в инфракрасном диапазоне спутника Akari диаметр астероида сначала оценивался равным 20,135±0,160 км и 20,45±0,56 км, позже — 19,71±0,80 км, 18,690±0,177 км. Согласно тем же источникам альбедо оценивается как 0,1584±0,0343, 0,167±0,010, 0,218±0,021 и 0,182±0,018.